# Three for Shepp
Three for Shepp – album studyjny amerykańskiego saksofonisty jazzowego Mariona Browna, wydany w 1967 roku nakładem Impulse! Records. Tytuł albumu nawiązuje do faktu, iż trzy z sześciu utworów na płycie jest autorstwa saksofonisty Archiego Sheppa, którego zdjęcie z  Marionem Brownem ozdobiło okładkę longplaya. 

## Powstanie
Materiał na płytę został zarejestrowany 1 grudnia 1966 roku w studio nagraniowym Rudy’ego Van Geldera w Englewood Cliffs w stanie New Jersey. Produkcją albumu zajął się Bob Thiele.

## Lista utworów
Opracowano na podstawie materiału źródłowego.
Wydanie LP
Strona A
| Nr | Tytuł utworu       | Muzyka       | Długość |
| -- | ------------------ | ------------ | ------- |
| 1. | „New Blue”         | Marion Brown | 5:07    |
| 2. | „Fortunato”        | Brown        | 8:50    |
| 3. | „The Shadow Knows” | Brown        | 3:00    |
|    |                    |              | 16:57   |

Strona B
| Nr | Tytuł utworu | Muzyka       | Długość |
| -- | ------------ | ------------ | ------- |
| 1. | „Spooks”     | Archie Shepp | 4:28    |
| 2. | „West India” | Shepp        | 6:20    |
| 3. | „Delicado”   | Shepp        | 6:38    |
|    |              |              | 17:26   |

## Twórcy
Opracowano na podstawie materiału źródłowego.
Muzycy:
- Marion Brown – saksofon altowy
- Grachan Moncur III – puzon
- Dave Burrell – fortepian (A1-A3)
- Stanley Cowell – fortepian (B1-B3)
- Norris Jones – kontrabas
- Bobby Capp – perkusja (A1-A3)
- Beaver Harris – perkusja (B1-B3)

Produkcja:
- Bob Thiele – produkcja muzyczna
- Rudy Van Gelder – inżynieria dźwięku
- Robert Flynn – projekt okładki
- Ray Gibson – fotografia na okładce
- Frank Kofsky – liner notes
- Michael Cuscuna – produkcja muzyczna (reedycja z 1998)